# Валданицы
Валданицы — деревня в Алёховщинском сельском поселении Лодейнопольского района Ленинградской области.

## История
Деревня Валдоницы упоминается на картах Санкт-Петербургской губернии Ф. Ф. Шуберта 1834 и 1844 годов.

СЕЛЬЦО ВАЛДАНИЦЫ — усадьба при реке Ояти, число дворов — 4, число жителей: 4 м. п., 3 ж. п.; Часовня православная.

ВАЛДАНИЦЫ ГОРА (ТРЕТЬЯКОВА ГОРА) — деревня при реке Ояти, число дворов — 6, число жителей: 18 м. п., 11 ж. п.;
 
ПРИ ТРЕТЬЯКОВОЙ ГОРЕ — усадьба при реке Ояти, число дворов — 1, число жителей: 1 м. п., 1 ж. п. (1879 год)

ВАЛДАНИЦЫ — деревня при озере Саксинском, население крестьянское: домов — 11, семей — 11, мужчин — 28, женщин — 30, всего — 58; некрестьянское: нет; лошадей — 8, коров — 16, прочего — 20 . (1905 год)

В конце XIX — начале XX века деревня административно относилась к Шапшинской волости 1-го стана Лодейнопольского уезда Олонецкой губернии.
Согласно карте Ленинградской области Северо-западного аэрогеодезического треста ГГУ издания 1932 года деревня называлась Третьякова Гора и насчитывала 7 крестьянских дворов, в деревне находился «совхоз Валданцы».
По данным 1933 года выселок Валданцы входил в состав Валданского сельсовета Оятского района.

Деревня Валданицы на карте РККА 1940 года

Согласно топографической карте РККА 1940 года деревня называлась Валданцы.
По данным 1966 и 1973 годов деревня Валданицы входила в состав Яровщинского сельсовета.
По данным  1990 года деревня Валданицы входила в состав Алёховщинского сельсовета.
В 1997 году в деревне Валданицы Алёховщинской волости проживали 16 человек, в 2002 году — 15 человек (все русские).
В 2007 году в деревне Валданицы Алёховщинского СП проживали 11 человек, в 2010 году — 18, в 2014 году — 17 человек.

## География
Деревня расположена в центральной части района на правом берегу реки Оять к северу от автодороги 41К-016 (Станция Оять — Плотично).
Расстояние до административного центра поселения — 15 км.
Расстояние до ближайшей железнодорожной станции Оять-Волховстроевский — 21 км.

## Демография
| 1879 | 1905 | 1997 | 2007 | 2010 | 2014 | 2015 |
| ---- | ---- | ---- | ---- | ---- | ---- | ---- |
| 38   | ↗58  | ↘16  | ↘11  | ↗18  | ↘17  | →17  |
| 2016 | 2017 |      |      |      |      |      |
| ↘15  | ↗16  |      |      |      |      |      |

Национальный состав
Согласно данным Всероссийской переписи населения 2021 года в деревне проживали 7 человек, все русские.

## Инфраструктура
На 1 января 2014 года в деревне было зарегистрировано: хозяйств — 8, частных жилых домов — 10
На 1 января 2015 года в деревне зарегистрировано: хозяйств — 7, жителей — 17.

## Улицы
Третьякова Гора.

## Археология
На выставке «Викинги. Путь на Восток» представлена трилистная фибула типа 90 по типологии Я. Петерсена из Валданицы (курган 1, комплекс 3, раскопки Д. Европеуса). Кроме фибулы типа 90 в женском трупоположении найдена ещё фибула типа 51, а в женском трупосожжении — браслет.